# 1972年夏季奧林匹克運動會中華民國代表團
1972年，中華民國（英語：Republic of China）参加了在西德慕尼黑召开的第二十届夏季奥林匹克运动会。因中華民國於1971年退出聯合國，逐漸失去大部份邦交國及國際組織會籍。這屆為中華民國代表團最後一次成功以中華民國的國號、國旗及國歌參加夏季奧運。此次代表團派出了21名运动员，結果未獲得任何獎牌。

## 參賽項目

### 游泳
- 許東雄-男子100公尺仰式-第31名
- 許東雄-男子200公尺仰式-棄權
- 許東雄-男子100公尺蝶式-棄權
- 許東雄-男子200公尺蝶式-第26名（破全國紀錄）
- 許東雄-男子200公尺混合式-第28名（破全國紀錄）
- 許東雄-男子400公尺仰式-第32名
- 許玉雲-女子100公尺自由式-第44名
- 許玉雲-女子200公尺自由式-第32名
- 許玉雲-女子400公尺自由式-第28名（破全國紀錄）
- 許玉雲-女子800公尺自由式-第32名
- 許玉雲-女子100公尺蝶式-第28名
- 許玉雲-女子200公尺蝶式-第24名（破全國紀錄）
- 許玉雲-女子200公尺混合式-第36名（破全國紀錄）
- 許玉雲-女子400公尺混合式-棄權
- 李玉環-女子100公尺蛙式-第39名
- 李玉環-女子200公尺蛙式-第39名

### 射箭
- 薛美霞-女子個人反曲弓-第38名

### 田徑
- 蘇文和-男子100公尺-第37名
- 蘇文和-男子200公尺-第35名
- 李忠平-男子110公尺跨欄-第36名
- 李忠平-男子400公尺-第28名
- 陳進龍-男子跳遠-第33名
- 陳明智-男子三級跳遠-第31名
- 蘇文和、李忠平、陳明智、陳進龍-男子4x100公尺接力-第24名
- 紀政-女子短跑-腿傷未出賽
- 李秋霞-女子800公尺-第34名（破全國紀錄）
- 李秋霞-女子1500公尺-第34名（破全國紀錄）
- 吳玉枝-女子跳高-起跳高度未過
- 林純玉-女子跳遠-第26名
- 林純玉-女子五項全能-第28名

### 拳擊
- 王基瑩-男子54公斤級-未晉級決賽

### 自由車
- 許明發-男子1公里個人計時賽-未晉級
- 許明發-男子個人爭先賽-未晉級決賽

### 柔道
- 鄭吉祥-男子63公斤級-未晉級決賽
- 王榮錫-男子70公斤級-未晉級決賽
- 張平和-男子80公斤級-未晉級決賽
- 莊振戊-男子93公斤級-未晉級決賽
- 莊振戊-男子無限量級-未晉級決賽

### 帆船
- 陳秀雄-男子國際芬蘭人級-第35名

### 射擊
- 吳道源-男子50公尺小口徑步槍臥姿-第41名
- 吳道源-男子50公尺小口徑步槍三姿-第51名
- 吳道源-男子自由步槍-第30名（破全國紀錄）

### 舉重
- 陳桂森-男子60公斤級-第11名

### 角力
- 許金雄-男子自由式57公斤級-未晉級